# Kulpmont, Pennsylvania
Kulpmont, Pennsylvania (енгл. Kulpmont) град је у америчкој савезној држави Пенсилванија.

## Демографија
По попису из 2010. године број становника је 2.924, што је 61 (-2,0%) становника мање него 2000. године.
| Група             | 2000.         | 2010.         |
| Белци             | 2.943 (98,6%) | 2.830 (96,8%) |
| Афроамериканци    | 14 (0,5%)     | 13 (0,4%)     |
| Азијати           | 1 (0,0%)      | 14 (0,5%)     |
| Хиспаноамериканци | 16 (0,5%)     | 40 (1,4%)     |
| Укупно            | 2.985         | 2.924         |